# Steel: Armco, Middletown, Ohio
Steel: Armco, Middletown, Ohio é uma foto em preto e branco tirada pelo fotógrafo americano Edward Weston em 1922. A imagem tem as dimensões de 23 por 17,4 cm.
Weston escreveu em seus diários, que começou a escrever no outono de 1922, durante uma viagem para visitar sua irmã Mary Seaman em Ohio, sobre como a paisagem industrial de Armco o impressionou e inspirou, em particular a “grande fábrica e pilhas gigantes de a American Rolling Mill Company ”. Ele tirou cinco ou seis fotos no local em outubro de 1922, sendo esta uma das mais famosas. Weston foi mostrar a Alfred Stieglitz algumas das fotos que ele tirou em Armco, que o impressionaram muito positivamente, sentindo nele tendências modernistas. Essas fotos foram fundamentais na evolução da fotografia de Weston, desde seu recente trabalho de pictorialismo até o que seria uma abordagem mais moderna dessa arte, por meio da fotografia direta . Weston também foi influenciado por seu encontro com o arquiteto austríaco Rudolph Schindler e pelas leituras de várias revistas de arte europeias de vanguarda. As séries de fotos que tirou na Armco foram essenciais para a sua mudança de estilo. Como ele afirmou: ele estava “maduro para mudar, estava mudando, sim mudou”.
Ele trouxe esse conjunto de fotos quando se mudou para a Cidade do México, no México, onde morou com a fotógrafa e atriz italiana Tina Modotti, e foram inspiradores para o novo trabalho que faria naquela estadia. Ele os mantinha em seu estúdio, ao lado de uma gravura japonesa e uma gravura de Pablo Picasso. Quando Weston voltou para os Estados Unidos, esta impressão permaneceu com Modotti, até seu falecimento em 1942.
Há gravuras da foto no Museum of Modern Art, em Nova York, George Eastman House, em Rochester, na National Gallery of Canada, em Ottawa, e no Museo de Arte Moderno, na Cidade do México.